# Девід Ентоні
Девід У. Ентоні (англ. David W. Anthony) — американський археолог і антрополог. Куратор з питань антропології в Музеї мистецтва і культури ім. Єгера при Хартвік-коледжі (Онеонта, штат Нью-Йорк). Спеціалізується в порівняльній археології в поєднанні із суміжними дисциплінами (перш за все лінгвістикою і антропологією). Займався вивченням як північноамериканських доколумбових культур, так і протоіндоевропейських степових культур (останніх — в тісній співпраці з багатьма археологами Росії і України). У книзі «Кінь, колесо й мова» виступив на підтримку «курганної гіпотези» М. Гімбутас про походження індоєвропейських народів, і піддав критиці «анатолійську гіпотезу» К. Ренфрю. У книзі «Загублений світ старої Європи» досліджував доїндоєвропейські культури Балкан. З 1999 року — співредактор Journal of Indo-European Studies (разом з Дж. П. Меллорі).

## Твори
- The Horse, the Wheel, and Language: How Bronze-Age Riders from the Eurasian Steppes Shaped the Modern World . by David W. Anthony
- The Lost World of Old Europe: The Danube Valley, 5000-3500 BC. by David W. Anthony, Jennifer Y. Chi (Editor)